# Brachystegia laurentii
Brachystegia laurentii (De Wild.) Louis ex J.Léonard, 1952 è una pianta della famiglia delle Fabacee (sottofamiglia Detarioideae), nativa dell'Africa.

## Distribuzione e habitat
Questa specie è segnalata in Camerun, Gabon, Zaïre.